# Willem van Saeftinghe
Willem van Saeftinghe († 1309) was een lekenbroeder van de cisterciënzerabdij Ter Doest in Lissewege die een later als belangrijk beschreven rol speelde bij de overwinning van de Vlamingen in de Guldensporenslag van 1302.

## Guldensporenslag
Tijdens de Guldensporenslag in 1302 sleurde Willem van Saeftinghe de aanvoerder van het Franse leger, graaf Robert II van Artesië, van zijn paard, waarna deze door andere strijders werd afgemaakt. Volgens Lodewijk van Velthem zou de gevallen en ingesloten graaf nog om genade hebben gesmeekt en daarbij zijn zwaard en zijn paard hebben aangeboden. In de middeleeuwse veldslagen was het immers de gewoonte dat de verslagen legeraanvoerder gevangen werd genomen in ruil voor losgeld. De Vlaamse strijders zouden zijn vraag naar een edelman die voor hem kon instaan hebben geweigerd met de woorden: "Hiers geen edelman, noch die u tale verstaen can!" Volgens diverse hedendaagse historici is het echter zeer onwaarschijnlijk dat een edelman als Artois om genade zou verzoeken aan het in zijn ogen Vlaamse 'merdaelge' (gepeupel). Deze fase in de strijd was het thema van het pathetische schilderij 'Bataille des Eperons' van Nicaise de Keyser, dat in 1836 op het Brusselse Salon van Beeldende Kunsten werd tentoongesteld. In een sfeer van dreigende annexatiedrang van Frankrijk gebruikten belgicistische kunstenaars de Vlaamse veldslag om het bestaansrecht van de nog jonge Belgische staat historisch en politiek te rechtvaardigen. Het theatrale doek ging in 1944 verloren tijdens een bombardement maar een voorstudie kan nog altijd bekeken worden in het Groeningemuseum in Kortrijk.  
Tijdens de slag doodde Willem Van Saeftinghe verschillende Franse ridders. Eigentijdse kroniekschrijvers zoals Lodewijk van Velthem benadrukken dat hij een grote en beresterke man was. Hij was te paard naar het slagveld getrokken waar hij zijn paard inruilde voor een goedendag en een zwaard of een speer.

## Lekenbroeder
Na de onbesliste Slag bij Pevelenberg van 18 augustus 1304 werd op 23 juni 1305 het Verdrag van Athis-sur-Orge gesloten tussen graaf Robrecht III van Béthune en de Franse koning Filips IV de Schone. Wanneer in september 1307 het voor de Vlaamse steden erg nadelige 'geheime artikel' van dit verdrag uitlekte liepen de spanningen tussen voor- en tegenstanders van dit verdrag in Vlaanderen hoog op en leidde dit her en der tot ondergronds verzet. Zo ook in de abdij Ter Doest waar Willem van Saeftinghe in november 1308 een opstand van de lekenbroeders leidde tegen de Fransgezinde abt Willem vande Cordewaeghen en hem zelfs dodelijk verwondde. Tijdens dit oproer werd ook de bejaarde keldermeester van de abdij door Van Saeftinghe doodgeslagen. Van Saeftinghe werd daarna achtervolgd door aanhangers van de abt waarna hij zich verschanste in de kerktoren van Lissewege. Toen dit nieuws Brugge bereikte, trokken een tachtigtal Bruggelingen onder leiding van Willem de Coninck, een zoon van Pieter de Coninck, en Jan Breydel naar Lissewege om hem te ontzetten. Hij werd uit de kerktoren bevrijd en in triomf naar Brugge geleid, zeer tegen de zin van de graaf, de poorters, de clerus en de edelen van Vlaanderen.
Van Saeftinghe werd door de officiaal van Doornik in de ban van de kerk geslagen. Op 19 november 1309 werden zijn misdaden vergeven en kreeg hij de absolutie van paus Clemens V. Hij werd wel verplicht in te treden bij de hospitaalridders die op kruistocht werden gestuurd om het Heilige Land te bevrijden van de Saracenen. Hij zou dat jaar gesneuveld zijn bij de verovering van Rhodos.

## Populaire cultuur
Waar de figuur van Willem van Saeftinghe in de 19e-eeuwse Belgische romantische kunst een nog eerder bescheiden rol speelde – zie o.m. het schilderij van de Guldensporenslag van Nicaise de Keyser – werd Van Saeftinghe in de 20ste eeuw in de (vooral) Vlaamse populaire cultuur vaak opgevoerd als het heroïsche hoofdpersonage in diverse historische romans, heldendichten, een stripverhaal en een opera. De Vlaamse "ridder in grijze pij" inspireerde ook enkele jeugdverenigingen om zich naar hem te vernoemen. Een overzicht:
- In 1942 verscheen als nummer 4 in de reeks 'Dietsche Gestalten' (Lannoo, Tielt) de historische roman Willem van Saeftinge van Anton van de Velde. Verscheurd door zijn liefde voor Vlaanderen enerzijds en zijn obediëntie[4] voor een francofiele abt anderzijds bleek hij uiteindelijk toch "eerst Vlaming en daarna conveers" te zijn.
- Eveneens in 1942 kwam de door Albert Servaes geïllustreerde dichtbundel Willem van Saeftingen, een Vlaamsch heldendicht van Reinier Ysabie uit.
- Tijdens het interbellum schreven Willem Gijssels en componist Arthur Meulemans als eerbetoon aan Willem van Saeftinghe het studentenlied "Jutho, vooruit en dapper".[5]
- In Antwerpen werd in 1949 de Vlaams-nationalistische jeugdvereniging Willem van Saeftinghe (WIVASA) opgericht. Deze Heel-Nederlandse jeugdbeweging ging in 1960 op in het Verbond van Blauwvoetvendels.[6]
- In Kortrijk is er een scoutsafdeling die de naam van Willem van Saeftinghe draagt.[7]
- In 1957 verscheen bij Halewijn (en in 1964 bij Het Volk) het stripverhaal Willem van Saeftinghe, geschreven en getekend door Jan Waterschoot, met een omslag door Jef Nys.
- In 1962-63 werd in opdracht van de BRT de televisie-opera Willem van Saeftinghe ou le péché de violence van componist Frederik Devreese opgenomen. Dit muzikaal theaterstuk, gebaseerd op een libretto van Jean Francis en Mark Liebrecht, werd in september 1964 in Genua bekroond met de Prix Italia.[8]
- In de jaren '60 verschenen de historische romans Ridder van Ter Doest van Lucien Dendooven, De reus van Ter Doest van Armand Boni en het jeugdboek Allen die het zwaard grijpen van Johan Ballegeer, telkens met de geïdealiseerde monnik-ridder Van Saeftinghe in de hoofdrol.
- Zijn bronzen standbeeld, gemaakt door Jef Claerhout, staat sinds 1988 in Lissewege op het marktplein.